# Eublemma geyri
Eublemma geyri är en fjärilsart som beskrevs av Rothschild 1915. Eublemma geyri ingår i släktet Eublemma och familjen nattflyn. Inga underarter finns listade i Catalogue of Life.